# Utilitarian
Utilitarian je patnácté studiové album britské skupiny Napalm Death. V Británii album vyšlo 27. února 2012, celosvětově potom o den později.

## Seznam skladeb
| Pořadí | Název                                          | Délka |
| ------ | ---------------------------------------------- | ----- |
| 1.     | Circumspect (instrumentální)                   | 2:17  |
| 2.     | Errors in the Signals                          | 3:02  |
| 3.     | Everyday Pox                                   | 2:12  |
| 4.     | Protection Racket                              | 4:00  |
| 5.     | The Wolf I Feed                                | 2:57  |
| 6.     | Quarantined                                    | 2:47  |
| 7.     | Fall on Their Swords                           | 3:57  |
| 8.     | Collision Course                               | 3:14  |
| 9.     | Orders of Magnitude                            | 3:21  |
| 10.    | Think Tank Trials                              | 2:27  |
| 11.    | Blank Look About Face                          | 3:12  |
| 12.    | Leper Colony                                   | 3:23  |
| 13.    | Aim Without an Aim (bonus na limitované verzi) | 3:06  |
| 14.    | Everything in Mono (bonus na limitované verzi) | 2:49  |
| 15.    | Nom de Guerre                                  | 1:07  |
| 16.    | Analysis Paralysis                             | 3:23  |
| 17.    | Opposite Repellent                             | 1:22  |
| 18.    | A Gag Reflex                                   | 3:30  |

| Bonusová skladba na LP verzi | Bonusová skladba na LP verzi | Bonusová skladba na LP verzi |
| Pořadí                       | Název                        | Délka                        |
| ---------------------------- | ---------------------------- | ---------------------------- |
| 19.                          | Standardization              | 2:45                         |

| Bonusová skladba na japonské verzi | Bonusová skladba na japonské verzi | Bonusová skladba na japonské verzi |
| Pořadí                             | Název                              | Délka                              |
| ---------------------------------- | ---------------------------------- | ---------------------------------- |
| 19.                                | It Failed to Explode               | 3:39                               |

## Obsazení
- Mark Greenway – growling
- Shane Embury – baskytara
- Mitch Harris – kytara
- Danny Herrera – bicí

&
- John Zorn – saxofon v „Everyday Pox“